# فتى الأمن (مجلة)
مجلة فتى الأمن هي ملحق لبناني شهري يصدر عن مجلة الزمن الشهرية، رئيس تحرير مجلة فتى الأمن أحمد الأيوبي، صدر العدد 114 من مجلة الزمن في يونيو 2003م.
قطع المجلة 21×14 سم تحوي 32 صفحة ملونة. تعتمد المجلة على الصور أكثر منها على الرسوم، كما يستعين الملحق بالكثير من صور من مراجع عالمية، تنشر المجلة صور الأصدقاء، ولا تنشر الكارتون، وتهتم بالمعلوماتية والتسالي، كما تنشر رسوم الأصدقاء وهناك مسابقات مدفوعة الجوائز وتنشر حلول العدد الأسبق، الملحق يباع مع المجلة وهو يخلو من الإعلانات.

## الأبواب
- صحة: يعدها جريس فرح
- اعرف وطنك: يعدها علي شريف
- هل معكم
- قصة توجيهية
- بريد ومواهب
- سلوك
- اضحك
- غذاء تعدها زينب ديب
- أشغال: تعدها ميرفت جابر
- دولة: تعدها شرين حلاب
- الأشكال
- حديقة المعرفة
- بيئة
- أصدقاء فتى الأمن
- قصة
- تسلية
- صلاة الحساسية